# 센트럴밸리

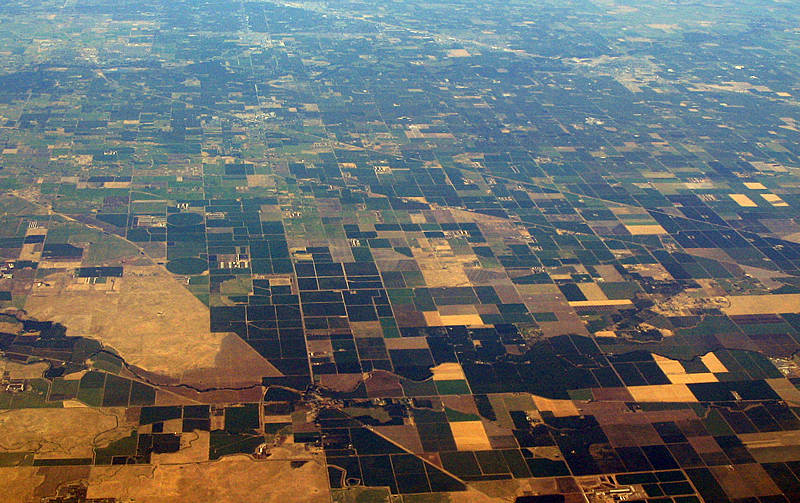
센트럴밸리

센트럴 밸리(Central Valley)는 미국 캘리포니아주의 내륙 중앙부에 위치한 넓고 길쭉하게 펼쳐진 평야 지대이다. 대략 북북서쪽에서 남남동쪽으로 뻗어있고 폭은 약 60~100km, 길이는 약 720km로 총 면적은 47,000 제곱킬로미터에 달한다. 서쪽으로는 캘리포니아 연안 산맥에 의해 태평양과 가로막혀 있고 동쪽으로는 시에라 네바다를 통해 대분지(Great Basin)와 구분된다.